# Grand incendie juif

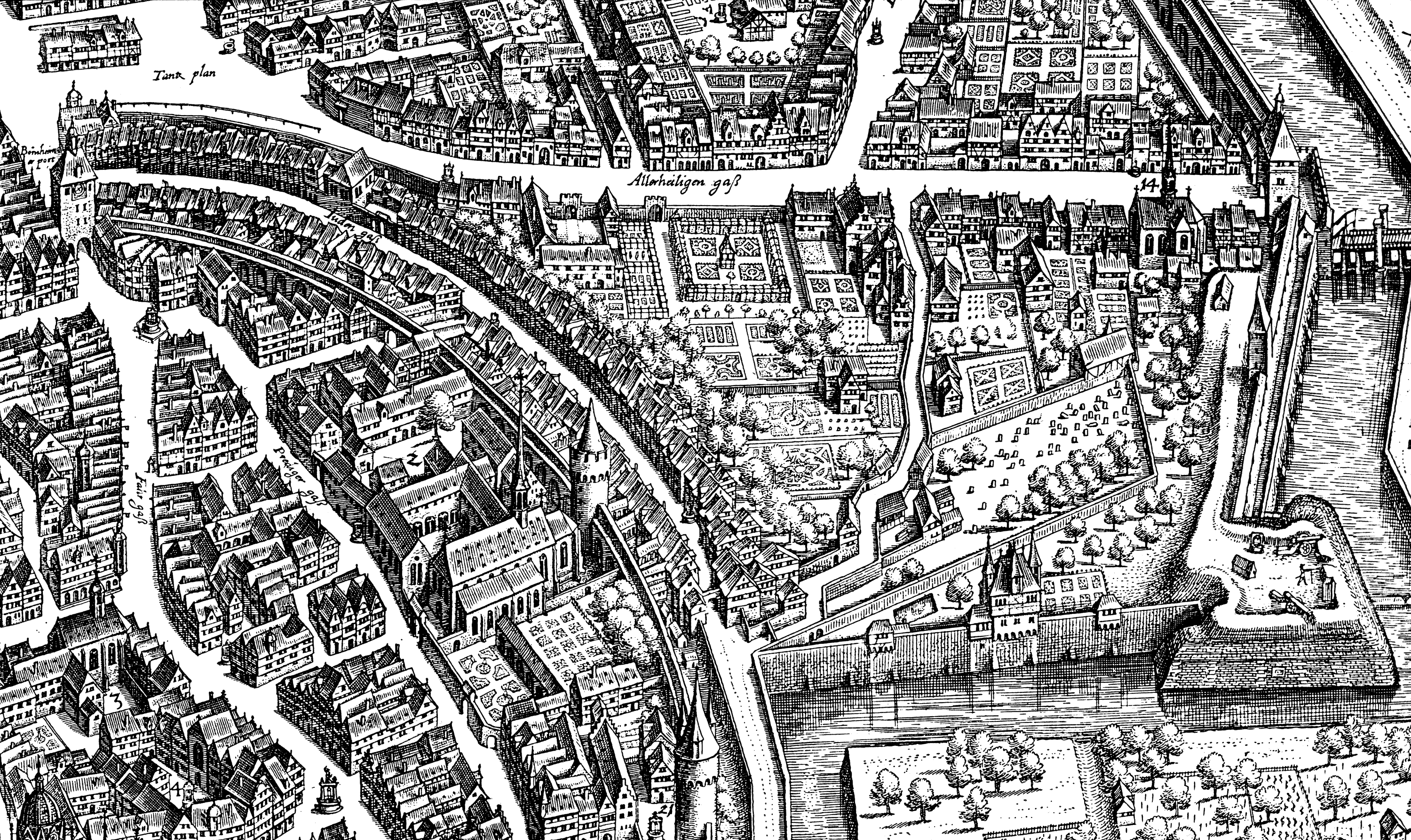
La Judengasse en 1628, avant le Grand Incendie Juif.

Le grand incendie juif est un incendie catastrophique qui a éclaté le 14 janvier 1711 dans la Judengasse de Francfort. Il est resté dans les mémoires comme l'un des plus grands incendies que Francfort-sur-le-Main ait jamais subis.

## Déroulement
L'incendie s'est déclaré vers 20 heures dans la maison Eichel du grand rabbin Naphtali Cohen. Avec une largeur de façade de plus de 9,50 mètres, la maison, située à peu près au milieu du ghetto en face de la synagogue, était l'une des plus grandes de toute la rue. Le vent fort et l'étroitesse de l'allée ont favorisé la propagation rapide du feu, tout comme la construction des maisons à colombage, sans pare-feu suffisants et avec de larges surplombs vers le milieu de l'allée.
Par crainte de pillages, les habitants gardent longtemps les grilles de la ruelle fermées jusqu'à ce que la population des quartiers chrétiens autour de la Judengasse ne force l'entrée de peur que le feu ne se propage. Malgré cela, il n'a pas été possible de maîtriser l'incendie. Au bout de 24 heures, toutes les 200 maisons du ghetto sauf une avaient brûlé. Le vent ayant changé de direction au dernier moment, le feu ne s'est pas propagé aux quartiers environnants. Le solide Mönchsturm, une tour du côté ouest de la Judengasse remplie de poudre et de munitions de toutes sortes, a également été épargné par l'incendie.
Quatre personnes ont perdu la vie dans l'incendie et de nombreux objets de valeur ont été perdus, notamment des livres, des manuscrits et des rouleaux de la Torah. De nombreux habitants ont perdu tous leurs biens dans l'incendie. Après la catastrophe, les habitants de la ruelle ont été autorisés à louer des hébergements dans des maisons chrétiennes à Francfort jusqu'à ce que leurs maisons soient reconstruites. Ceux qui ne pouvaient pas se le permettre ont été contraints de chercher refuge à Offenbach-sur-le-Main, Hanau, Rödelheim et dans d'autres communautés juives de la région. Les Juifs qui avaient vécu dans la ruelle sans l'autorisation du conseil — la soi-disant Stättigkeit — sont expulsés.

## Conséquences de l'incendie
Le conseil émet des règles de construction strictes pour la reconstruction de l'allée. Les dessins architecturaux qui ont été conservés permettent aujourd'hui une très bonne reconstitution de l'ancienne Judengasse.
Le rabbin Naphtali Cohen, un arrière-petit-fils du célèbre rabbin de Prague Judah Löw, est accusé d'avoir allumé l'incendie. Le contexte était sa prétendue croyance d'avoir trouvé un talisman contre les esprits du feu, ce qui a conduit à des spéculations sur une conjuration ratée. Une enquête a finalement révélé son innocence. Cependant, il ne trouva plus aucun soutien dans la communauté juive de Francfort. Afin de réunir la caution de 1 550 florins (environ quatre salaires annuels moyens), il doit compter sur l'aide de Juifs étrangers venus à Francfort pour la foire de printemps. Le 21 mars 1711, il est libéré et autorisé à quitter la ville. Il retourne à Prague avec sa famille, pour s'installer en Palestine quelques années plus tard. En chemin, il meurt à Constantinople en 1719.
La communauté juive de Francfort commémore l'anniversaire de l'incendie, selon le calendrier juif, le 24 Tevet, comme jour de pénitence et de jeûne. Le conseil paroissial prescrivait une ascèse stricte. Pendant des années, les paroissiens n'ont pas été autorisés à jouer au théâtre ni à jouer à des jeux (sauf aux échecs). La communauté juive n'a jamais retrouvé son ancienne force jusqu'à la fin du ghetto en 1796.